# Avengers: Age of Ultron (colonna sonora)
Marvel's Avengers: Age of Ultron Original Soundtrack è la colonna sonora dell'omonimo film dei Marvel Studios composta da Brian Tyler e Danny Elfman. È stata distribuita digitalmente il 28 aprile 2015 e su supporti fisici il 19 maggio 2015 dalla Hollywood Records.

## Disco
A marzo 2014 Brian Tyler ha firmato per comporre la colonna sonora del film, segnando la terza collaborazione del musicista con la Marvel dopo Iron Man 3 e Thor: The Dark World. Tyler ha affermato di voler omaggiare le musiche di John Williams per Star Wars, Superman e I predatori dell'arca perduta e che ci saranno dei richiami alle musiche ai film di Iron Man, Thor e Captain America in modo da creare un universo musicale simile. Danny Elfman ha inoltre contribuito alla colonna sonora, rielaborando il tema principale di The Avengers, composto originariamente da Alan Silvestri, per creare un nuovo tema ibrido.
Le musiche sono state eseguite dalla Philharmonia Orchestra e sono state registrate agli Abbey Road Studios a inizio 2015.

## Tracce
Musiche di Brian Tyler e Danny Elfman.
1. Avengers: Age of Ultron Title (musica: Brian Tyler)
2. Heroes (musica: Danny Elfman)
3. Rise Together (musica: Brian Tyler)
4. Breaking and Entering (musica: Brian Tyler)
5. It Begins (musica: Danny Elfman)
6. Birth of Ultron (musica: Brian Tyler)
7. Ultron-Twins (musica: Danny Elfman)
8. Hulkbuster (musica: Brian Tyler)
9. Can You Stop This Thing? (musica: Danny Elfman)
10. Sacrifice (musica: Brian Tyler)
11. Farmhouse (musica: Danny Elfman)
12. The Vault (musica: Brian Tyler)
13. The Mission (musica: Brian Tyler)
14. Seoul Searching (musica: Brian Tyler)
15. Inevitability-One Good Eye (musica: Danny Elfman)
16. Ultron Wakes (musica: Danny Elfman)
17. Vision (musica: Brian Tyler)
18. The Battle (musica: Brian Tyler)
19. Wish You Were Here (musica: Brian Tyler)
20. The Farm (musica: Danny Elfman)
21. Darkest of Intentions (musica: Brian Tyler)
22. Fighting Back (musica: Brian Tyler)
23. Avengers Unite (musica: Danny Elfman)
24. Keys to the Past (musica: Brian Tyler)
25. Uprising (musica: Brian Tyler)
26. Outlook (musica: Brian Tyler)
27. The Last One (musica: Brian Tyler)
28. Nothing Lasts Forever (musica: Danny Elfman)
29. New Avengers - Avengers: Age of Ultron – 3:09 (musica: Danny Elfman)